# ضخامة الأذين
ضخامة الأذين[بحاجة لمصدر] (بالإنجليزية: Atrial enlargement)‏ هي حالة طبية تصيب الأذين الأيمن أو الأذين الأيسر أو كليهما حيث يصاب البطين بزيادة في الحجم.
أنواع ضخامة الأذينين هي:
- ضخامة الأذين الأيمن
- ضخامة الأذين الأيسر